# Beauronne, Dordogne
Beauronne (trong tiếng Occitan Beurona) là một xã của Pháp, nằm ở tỉnh Dordogne trong vùng Aquitaine của Pháp. Xã này có diện tích 19,24 km2, dân số năm 2005 là 304 người. Xã nằm ở khu vực có độ cao trung bình 68 m trên mực nước biển.

## Hành chính
| Danh sách các xã trưởng                |             |                    |                  |         |
| Giai đoạn                              | Giai đoạn   | Tên                | Đảng             | Tư cách |
| tháng 3 năm 2001                       | đương nhiệm | Jean-Charles Marie | không chính thức |         |
| Tất cả các dữ liệu trước đây không rõ. |             |                    |                  |         |

## Thông tin nhân khẩu
| Năm    | 1962 | 1968 | 1975 | 1982 | 1990 | 1999 | 2005 |
| ------ | ---- | ---- | ---- | ---- | ---- | ---- | ---- |
| Dân số | 450  | 412  | 350  | 340  | 328  | 310  | 304  |